# Natalie (film)
Natalie (Natali, 나탈리?) è un film del 2010 diretto da Ju Kyung-jung. È stato il primo film coreano in 3D.

## Trama
La bella studentessa di danza, Mi-ran, diventa la modella, musa e amante del professore e scultore Jun-hyuk. Quando Mi-ran si rende conto che per lui non potrà essere altro che una modella, decide di lasciarlo per potersi fidanzare con lo studente Min-woo.
La storia comincia dieci anni dopo, Min-woo e Jun-hyuk si ritrovano come critico d'arte e intervistato, e così mettono a confronto i loro ricordi su Mi-ran, che sembra essere scomparsa.